# John Harold Lozano
John Harold Lozano Prado (født 30. marts 1972 i Cali, Colombia) er en tidligere colombiansk fodboldspiller (midtbane).
Lozanos karriere strakte sig over 14 år og seks forskellige klubber. Han spillede blandt andet for América de Cali i sin hjemby, Real Valladolid i Spanien, samt Pachuca og Club América i Mexico. Han vandt både det colombianske og det mexicanske mesterskab, med henholdsvis América de Cali og Pachuca.
Lozano spillede desuden, mellem 1993 og 2003, 48 kampe og scorede tre mål for det colombianske landshold. Han repræsenterede sit land ved både VM i 1994 i USA og VM i 1998 i Frankrig. I 1994 spillede han én kamp og scorede ét mål, mens han i 1998 spillede alle sit lands tre kampe. Han var også med til at vinde bronze ved Copa América i både 1993 og 1995.

## Titler
Categoria Primera A
- 1992 med América de Cali

Liga MX
- 2004 med Pachuca

Copa del Rey
- 2003 med RCD Mallorca